# Sonate « 1er octobre 1905 »
La Sonate « 1er octobre 1905 » ou 1.X.1905 est une sonate pour piano en mi bémol mineur de Leoš Janáček composée à partir de 1905 et achevée en janvier 1906. Elle fut inspirée par la mort de l'ouvrier Frantisek Pavlik tué dans une manifestation à Brno à la date qui a donné le titre de l'œuvre. Elle était initialement appelée « De la rue ».
La création en a été faite à Brno le 27 janvier 1906 par la pianiste Ludmila Tučková.

## Historique
Cette sonate est un hommage à Frantisek Pavlik (1885-1905), ouvrier tué par baïonnette le 1er octobre 1905 lors d'une manifestation en soutien à l'université Tchèque de Brno.
La sonate a été écrite un an après l'achèvement de son opéra Jenůfa, qui permit à Janáček de définir les bases de son style.
La partition initiale était en trois mouvements. La pianiste qui créa l'œuvre avait recopié les deux premiers avant que l'auteur, fort mécontent de sa partition après la première, d'un geste brusque conforme à sa nature impulsive, n'arrache des mains de son interprète le manuscrit de la dernière partie, une Marche funèbre. Il jeta d'ailleurs le reste de la partition dans la Vltava. La copie de Tučková ne fut retrouvée par cette dernière qu'en 1924. À ce moment-là, le compositeur revint sur sa décision, ce qui a permis que la sonate fût rejouée le 23 novembre 1924 à Prague, sous le titre 1. X. 1905.
Janáček accompagne la publication de l'œuvre en 1924, par Hudební matice à Prague, de cette inscription : « Le marbre blanc des marches du Besední dům (cs) à Brno. Le manœuvrier ordinaire František Pavlík tombe, taché de sang. Il venait simplement défendre l'éducation supérieure et a été tué par de cruels meurtriers. »
Le deuxième mouvement de la sonate est créé en France par Jane Mortier, le 10 avril 1926 à la Salle des Agriculteurs à Paris.
Le compositeur hollandais Theo Verbey (en) a orchestré la sonate en 2008.

## Analyse de l'œuvre
Même réduite à deux mouvements, cette sonate est d'une grande noblesse, et le premier mouvement forme un équilibre parfait avec sa réponse, « La Mort ».
1. Con moto « Le Pressentiment »
2. Adagio « La Mort »

Son exécution demande une dizaine de minutes.